# Aktion Reinhard
Pour les articles homonymes, voir Reinhard.
Aktion Reinhard (ou opération Reinhard ou encore action Reinhard en français) est un nom de code qui désigne l'extermination systématique des Juifs, des Roms et des Sintés du « Gouvernement général de Pologne » pendant la Seconde Guerre mondiale par les nazis. 
C'est dans le cadre de l'action Reinhard qu'ont été exterminés environ 1 600 000 Juifs entre mars 1942 et octobre 1943 ainsi que près de 50 000 Roms des cinq districts du « Gouvernement général » (Varsovie, Lublin, Radom, Cracovie et en Galicie) dans trois centres d'extermination nazis : Bełżec, Sobibór et Treblinka.
Cette opération a été baptisée « Aktion Reinhard » peu après l'assassinat en juin 1942 à Prague de Reinhard Heydrich, vice-gouverneur du protectorat de Bohême-Moravie et directeur de l'Office central de la sécurité du Reich (le RSHA), également chargé de l'organisation de la mise en œuvre de la Solution finale,.

## Place de l'Action Reinharddans la Shoah
L'opération Reinhard est la première grande étape de la solution finale de la question juive en Pologne. Elle fait entrer le génocide juif dans une phase industrielle avec l'ouverture des centres d'extermination nazis à grande échelle. La construction de centres d'extermination a été décidée peu de temps après l'ordre de la déportation des Juifs allemands, c'est-à-dire mi-septembre 1941. L'action Reinhard pose aussi la question de la date du commencement de la solution finale.
La date à laquelle Odilo Globocnik, chef de l’Aktion Reinhard, a reçu de Heinrich Himmler, Reichsführer-SS, l'ordre d'extermination des Juifs ne peut être établie qu'indirectement.

« Rejoignez Globocnik. Le Reichsführer lui a donné des instructions explicites. Allez constater où il en est de sa démarche. »

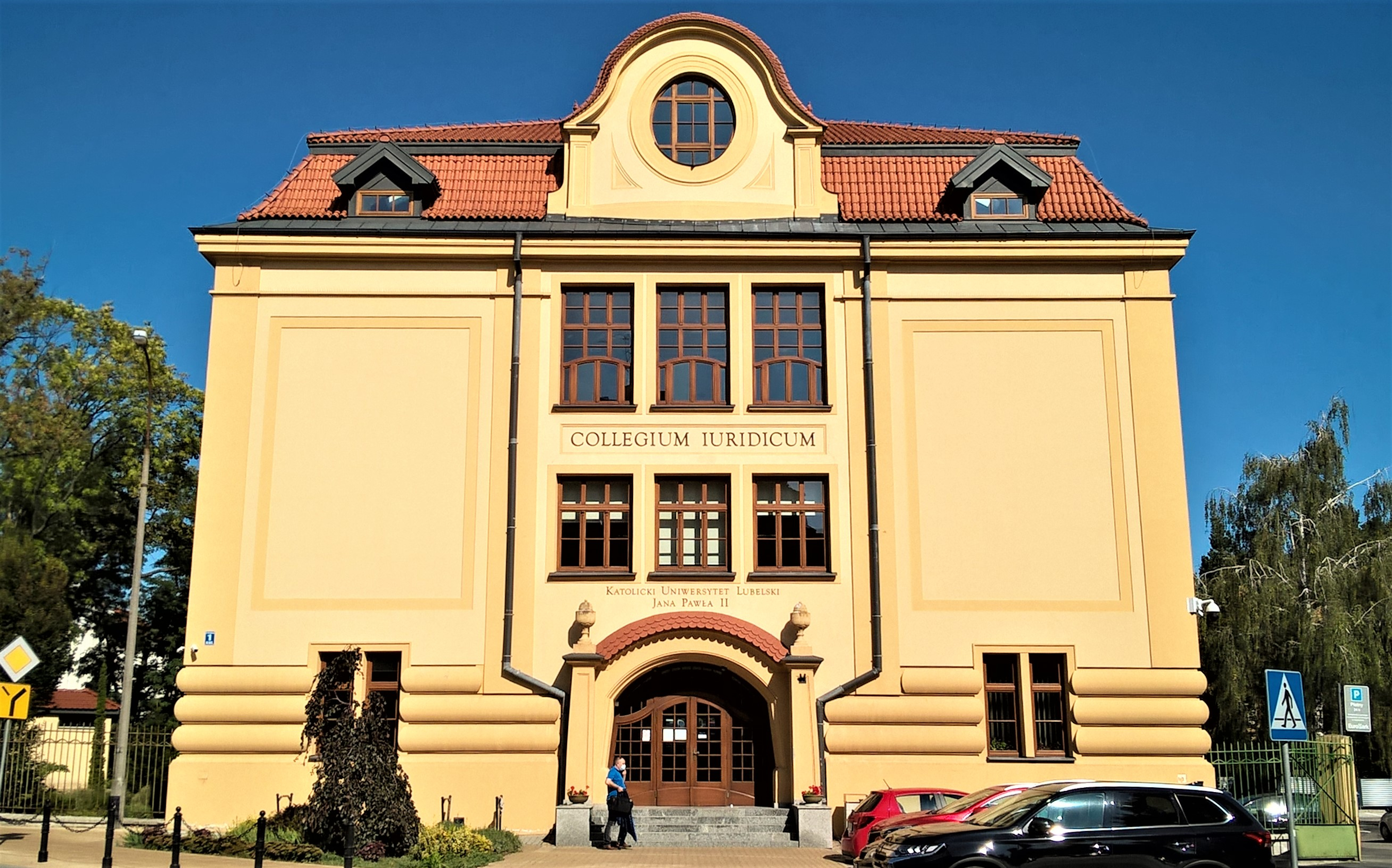
Quartier général SS de l’Aktion Reinhard à Lublin.

À Lublin, Eichmann aurait été conduit à un camp où Christian Wirth lui aurait expliqué les dispositifs mis en place pour gazer les Juifs (Wirth était le premier commandant du centre d'extermination de Bełżec ; il sera plus tard l'inspecteur de tous les camps de l’Aktion Reinhard. Auparavant, il était chargé du « programme d'euthanasie »). Ainsi, Globocnik aurait été dès l'été 1941 chargé par Himmler de l'extermination des Juifs.
En faveur de cette thèse plaide aussi le fait que, dès la fin de l'été 1941, Wirth a été muté dans un institut d'euthanasie dans le district de Lublin. Quelques semaines après arrivent d'autres experts inemployés du programme d'euthanasie interrompu en août par Hitler. La construction du premier centre d'extermination de Bełżec a commencé le 1er novembre 1941. Au début, ils n'ont pas su précisément comment mettre en œuvre techniquement et organisationnellement l'extermination des Juifs. Les expériences tirées du programme d'euthanasie n'ont pu être que partiellement utilisées car l'ampleur de l'action Reinhard était beaucoup plus grande.
C'est entre le 20 janvier 1942, date de la conférence de Wannsee et mars 1942, début des déportations vers Belzec que se situe le début de la mission de Globocnik. Le quartier général est installé à Lublin dans l'ancien collège Stefan Batory renommé « Caserne Julius Schreck » du nom du chauffeur de Hitler jusqu'en 1936.
On peut donc considérer que la solution finale de la question juive en Pologne s'est déroulée en trois temps : les débuts de la conquête à l'Est avec les massacres commis par les Einsatzgruppen, le camp de Belzec de mars à juin 1942 et enfin la mise en place des camps de Sobibor et Treblinka entre juillet 1942 et octobre 1943.

## Étapes de l'opération
La première étape est la planification du meurtre de masse. Elle trouve son origine dans la conférence de Wannsee même si les préparatifs ont commencé au moins deux mois plus tôt. Les membres de l’Aktion T4 rejoignent l'opération Reinhard au cours du premier semestre 1942. L'objectif est de mener une opération rapide.
La deuxième étape consiste à convoyer et tuer les Juifs polonais. Cette extermination a lieu dans trois centres de mise à mort : Belzec, Sobibor et Treblinka. Les nazis augmentent rapidement les capacités de mise à mort des centres. Par exemple, à Belzec on passe d'une capacité d’assassinat de 600 victimes à l'heure, à 2 300 puis 3 800. C'est à Sobibor que commence la mise à mort industrielle. La direction des chemins de fer de l'Est assure sans interruption les mouvements des convois. Ils sont identifiés par des codes spécifiques suivant leur origine géographique.
L'opération Reinhard prend fin en mars 1943 sur ordre de Himmler. Les nazis décident alors d'effacer les traces de leurs crimes en brûlant les corps. En fait, les opérations avaient commencé avant. La date officielle de la fin de l'opération Reinhard est le 19 octobre 1943.

## Effectifs
Pour exterminer plus de deux millions de Juifs dans le Gouvernement général de Pologne, les nazis ont en réalité eu recours à un nombre d'hommes assez peu important.

### Personnel allemand
Pour le personnel allemand, l'historien Yitzhak Arad en établit le total à 450 hommes, dont :
- 153 SS et membres des services de police initialement déjà en poste dans le district de Lublin ;
- 205 autres SS et membres des services de police affectés en renfort dans le cadre de l'action Reinhard ;
- 92 membres du « programme d'euthanasie » (T4) dépendant de la chancellerie du Führer, dont Christian Wirth, créateur du camp de Belzec puis inspecteur des camps en août 1942, Gottlieb Hering qui lui succéda à Belzec, Irmfried Eberl, Franz Stangl puis Kurt Franz qui furent successivement commandants du camp de Treblinka, ou encore Franz Reichleitner à Sobibor.

Les membres du programme T4, environ 92 personnes, furent chargés des postes clés ayant trait à la mise en place des camps et à la conduite des techniques d'extermination dont ils avaient acquis l'expérience auparavant. La participation à l’Aktion Reinhard était « volontaire »[réf. nécessaire]. Franz Stangl a expliqué qu'ayant eu le choix en février 1942 au terme de l’action T4 entre une affectation à Lublin et le retour à son poste initial à Linz, il choisit Lublin mais qu'il ne découvrit de quoi il s'agissait réellement qu'une fois sur place au camp de Sobibor.
Incorporés dans la SS, ces hommes étaient placés localement sous les ordres de Globocnik et de son adjoint Hermann Höfle mais dépendaient toujours formellement du programme d'euthanasie et de leur supérieur direct Viktor Brack quant à leur carrière et en matière personnelle (prime de salaire, courrier),,. T4 livrait également[réf. nécessaire] des suppléments de nourriture et quelques extras (comme de grandes quantités d'eau-de-vie qui permettaient de mieux « endurer » le travail meurtrier).

Tous devaient signer dans le bureau de Höfle un engagement de respect du secret par lequel chaque signataire reconnaissait notamment : 

« n'avoir en aucun cas le droit de transmettre à qui que ce soit, hors du cercle du personnel de l'Einsatz [opération ou plutôt en terme militaire : engagement] Reinhard, le moindre renseignement, par oral ou par écrit, sur l'évolution, sur la procédure ou sur les incidents liés à l'évacuation des Juifs ; »

 et 

« que le processus d'évacuation des Juifs est un sujet classé sous la rubrique « Document secret du Reich », en vertu des règlements sur la censure […] »

Bien qu'il ait été explicitement interdit de prendre des photographies des opérations, plusieurs clichés pris à Treblinka ont été retrouvés dans les années 1950 dans l'album personnel de Kurt Franz. Dans le même ordre d'idées, les consignes quant à la corruption furent fréquemment ignorées et une partie des biens et des valeurs pris aux victimes furent détournés lors des expulsions ou dans les camps.

### Auxiliaires
Il s'y ajoute environ un millier d'auxiliaires volontaires des pays baltes et de l’Union soviétique conquise, souvent des prisonniers de guerre soviétiques, les Hilfswillige ou « volontaires », qu’on appelle aussi les « noirs », car ils portent un uniforme de cette couleur, ou Trawnikis, qui ont constitué une force employée pour les déportations depuis les ghettos et les exécutions de masse, tel John Demjanjuk. Chaque camp de l'action Reinhard était doté d'une compagnie de 90 à 130 auxiliaires sous les ordres d'une trentaine d'officiers et sous-officiers SS.

## Victimes

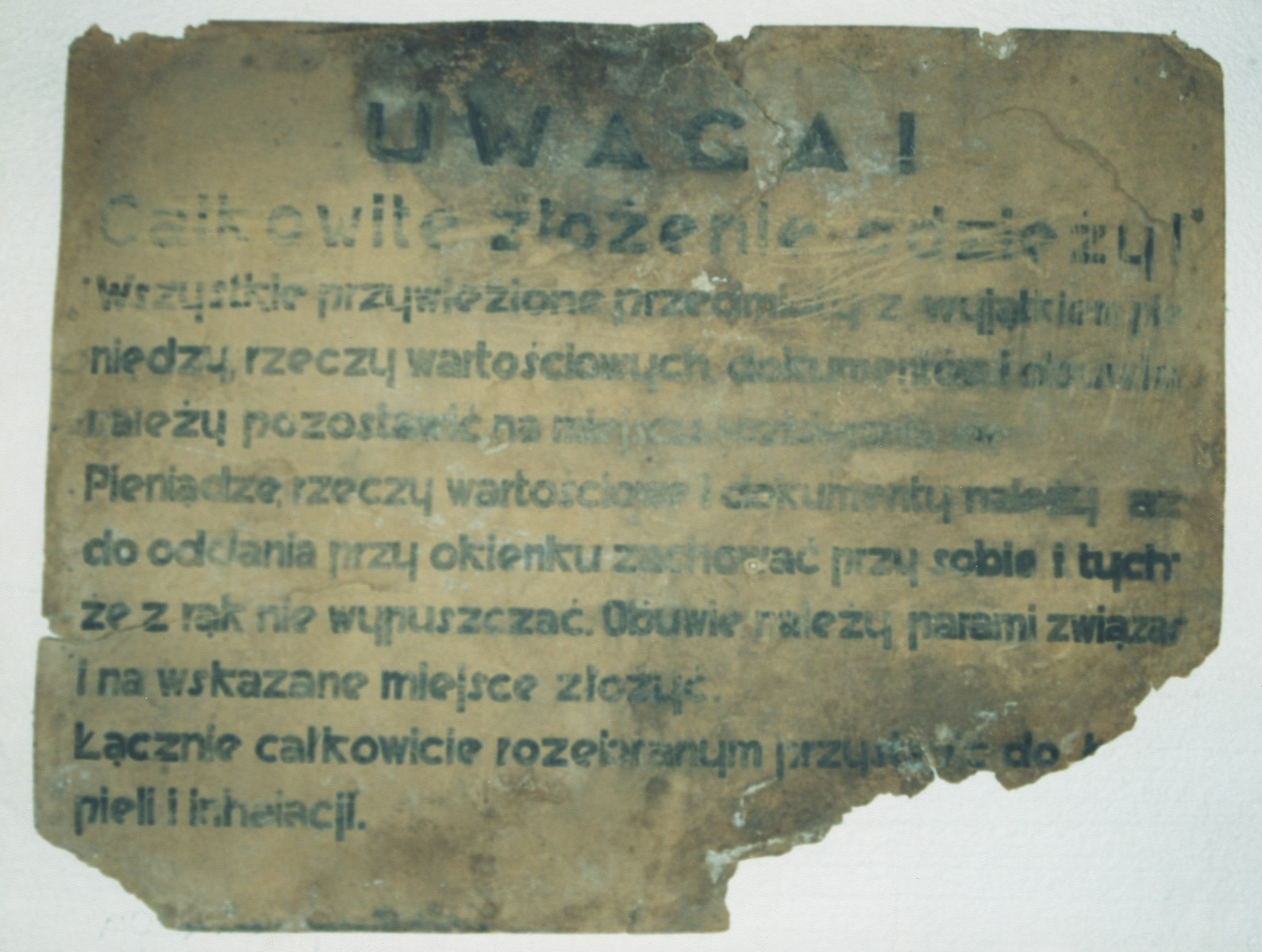
Sign du camp d'extermination de Belzec.

### Juifs
Le nombre de Juifs tués s'élève au minimum à 1,6 million. Le Dictionnaire de la Shoah parle, lui, de 2,5 millions de morts sur la totalité de l'opération. Odilo Globocnik a déclaré en mai 1945, alors qu'il était en fuite sur le Wörthersee et qu'il se cachait chez une connaissance antérieure, que deux millions de Juifs avaient été liquidés.

### Roms
Il est estimé que plus de 50 000 roms et sintés seront tués au cours de ce programme d'extermination.

## Aspects économiques
Depuis Trieste, le 4 novembre 1943, Globocnik rend compte dans une lettre adressée à Himmler qu'il a terminé le 19 octobre 1943 l’Aktion Reinhard menée dans le Gouvernement général de Pologne et dissous tous les camps. Il a également envoyé un rapport conclusif de synthèse.
Dans sa lettre de réponse, Himmler a remercié Globocnik et lui a exprimé sa reconnaissance pour les services rendus au peuple allemand.
De fait, l’Aktion Reinhard a rapporté d'énormes revenus au Troisième Reich[réf. nécessaire]. Dès l'été 1942, près de 50 000 000 Reichsmarks en billets, devises, pièces et bijoux et aussi environ 1 000 wagons de textiles, dont 300 000 vêtements neufs avaient été collectés.
Ces comptes sont à coup sûr sous-évalués. Ils ne comprennent pas en effet les biens, en particulier immobiliers, dont beaucoup de Juifs ont été spoliés depuis l'arrivée d'Hitler au pouvoir, en particulier les entreprises cédées de force et très en dessous de leur valeur. Ils ne comprennent pas non plus tous les biens meubles (mobilier, valeurs, vêtements) saisis par les différents services chargés de la déportation, pour leur propre équipement, ni tous ceux qui ont été subtilisés par les membres de ces services, à leur profit personnel.
Globocnik avait ordonné la constitution d'un fichier central pour recenser les biens juifs volés. Mais les gardes prenaient tout ce dont ils pouvaient avoir besoin.
Un décompte final du 5 janvier 1944 a donné les valeurs suivantes :
| Type de biens              | Sommes (en RM) |
| -------------------------- | -------------- |
| Argent collecté            | 73 852 080,74  |
| Métaux précieux            | 8 973 651,60   |
| Devises                    | 4 521 224,13   |
| Devises-or                 | 1 736 554,12   |
| Bijoux et valeurs diverses | 43 662 450,00  |
| Textiles                   | 46 000 000,00  |
| Total                      | 178 745 960,59 |

Ces valeurs ont pu être placées sur les comptes de la  Reichsbank sous le faux nom de Max Heiliger grâce au dispositif mis en place par son président, Walther Funk, et Heinrich Himmler. Odilo Globocnik est véritablement celui qui a conduit l’Aktion Reinhard. C'est lui qui a imposé aux intérêts économiques d'autres secteurs du Reich et aussi à la Wehrmacht l'assassinat de Juifs qui travaillaient dans des entreprises pourtant indispensables à l'effort de guerre[réf. nécessaire].

## ActionErntefest
À l’Aktion Reinhard est également rattachée l’Aktion Erntefest qui n'a cependant pas été menée par les mêmes personnes. Début novembre 1943, dans le district de Lublin, presque tous les Juifs encore vivants ont été tués dans les camps en l'espace de deux jours.